# Schloss Götzendorf

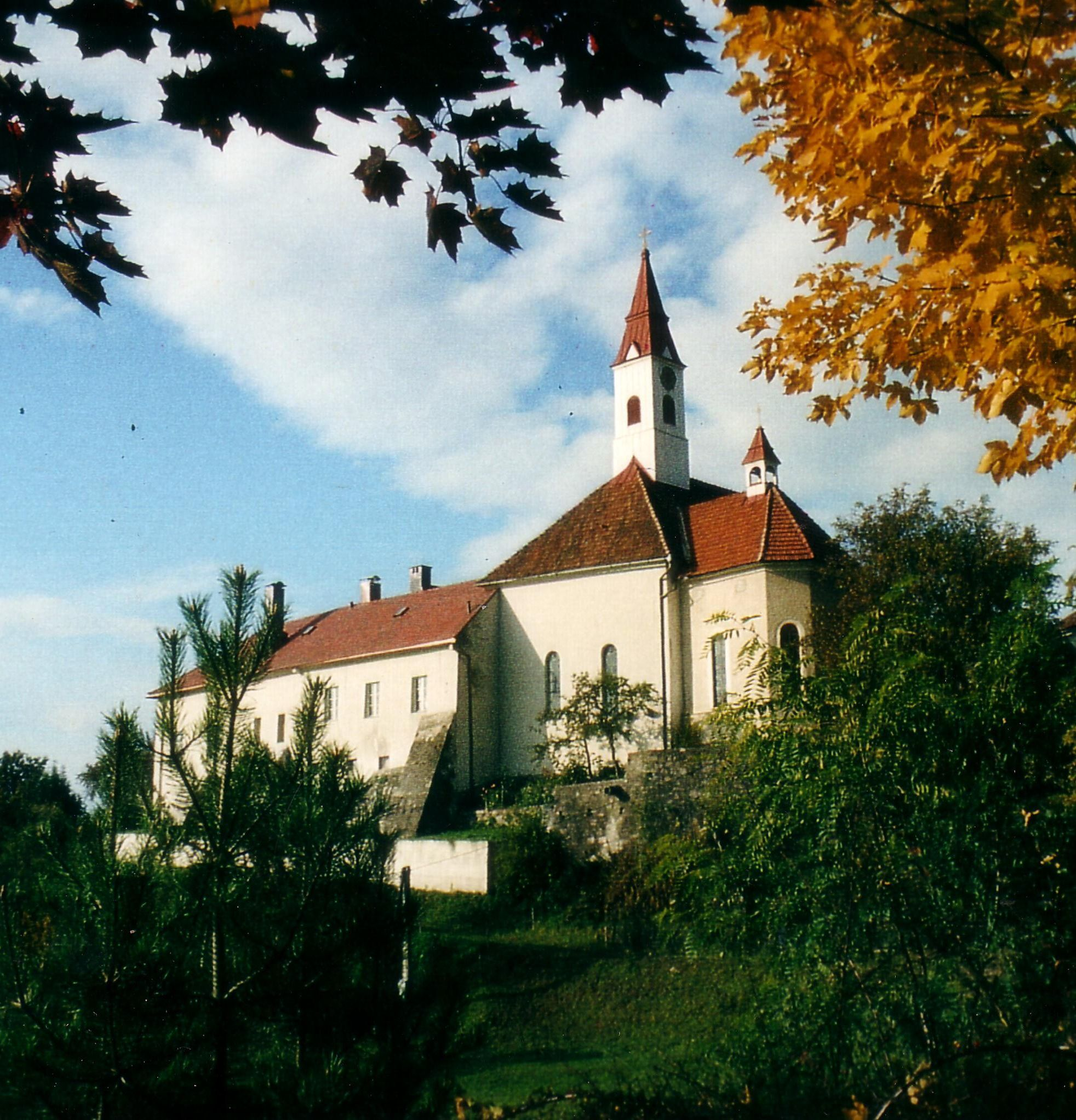
Schloss Götzendorf Ostansicht

Das Schloss Götzendorf ist eine historische Schlossanlage und liegt in der Gemeinde Oepping in Oberösterreich.

## Lage
Das Schloss Götzendorf wurde um 1180 errichtet und liegt nordwestlich von Schloss Sprinzenstein im oberen Mühlviertel. Man erreicht das baulich gut erhaltene Schloss auf der Straße entweder von Rohrbach über Lanzerstorf und die Fischmühle, oder von Norden kommend über Oepping, Salaberg und Obergahleiten oder auch über Sarleinsbach. Ein historischer Fußweg names Götzendorfer-Steig führt von der nahe gelegenen Stadt Rohrbach querfeldein zur Schlossanlage nach Götzendorf.

## Geschichte des Schlosses
Die Geschichte des Schlosses Götzendorf geht bis in das Jahr 1180 zurück und ist durch vier Besitz-Epochen gekennzeichnet:
- Herren von Götzendorf, 1180–1422
- Herren von Vichtenstein/Hauzenberg, 1422–1453
- Herren von Oedt, 1453–1756
- Fürsten von Lamberg, 1756–1912

### Die Herren von Götzendorf, von Vichtenstein und von Hauzenberg
Der Name Walter von Gocynesdorf taucht erstmals im Jahre 1180 in einer Pergamenturkunde des Stiftes Wilhering auf. Später wurde aus dem Namen Gecynesdorf, Gezendorf und schließlich Götzendorf. Weiters scheint im Jahre 1303 ein gewisser Wernhart von Götzendorf als Lehensmann von Haichenbach auf und „her Chunrat de Gozenstorf, der ersame Ritter“ war 1306 Landrichter ob der Enns. Die damaligen Herren von Götzendorf waren Ministeriale der Passauer Bischöfe und vermutlich errichteten sie die ehemalige Burg im Auftrag der Passauer. Mit Jakob von Götzendorf starb das Geschlecht der Götzendorfer aus. Eine seiner beiden Töchter heiratete einen Viechtensteiner, die zweite einen Hauzenberger. Am 10. November 1422 ging Götzendorf als passauisches Lehen durch Heirat zur Hälfte an die Herren Heinrich von Viechtenstein und Jörg den Hauzenberger über. Im Jahre 1453 verkauften deren Söhne aber Schloss und Herrschaft nach 31 Besitzjahren an Martin von Oedt.

### Die Herren von Oedt
Martin von Oedt (1453–1480) war seit 1450 passauischer Pfleger auf dem Schloss Sprinzenstein. Am 10. September 1453 erwarb er Götzendorf durch Kauf und nannte sich von nun an „Merth von Oedt zu Getzendorff“. Die Herrschaft wurde in den Folgejahren durch weitere Besitzerwerbe vergrößert. Der Stammsitz der Oedter war am Hofe Oedt bei Aichberg, in der Pfarre Waldkirchen am Weser. Martin von Oedt war zweimal verheiratet. Seine erste Frau Ursula war die Tochter von Wolf Jörgers von Lichtenau, dadurch wurde die Oedter auch Besitzer dieses Schlosses. Ursula gebar zwei Kinder, einen Sohn namens Mathias und eine Tochter namens Magdalena, Ursula starb jedoch sehr früh. In seiner zweiten Ehe war Martin von Oedt mit Anastasia, Tochter des Leonhard Herleinsperger, mit drei Kindern gesegnet, Marx, Barbara und Margaretha. Nach dem Tod von Martin von Oedt im Jahre 1480 teilten sich seine beiden Söhne Mathias und Marx das Erbe ihres Vaters.

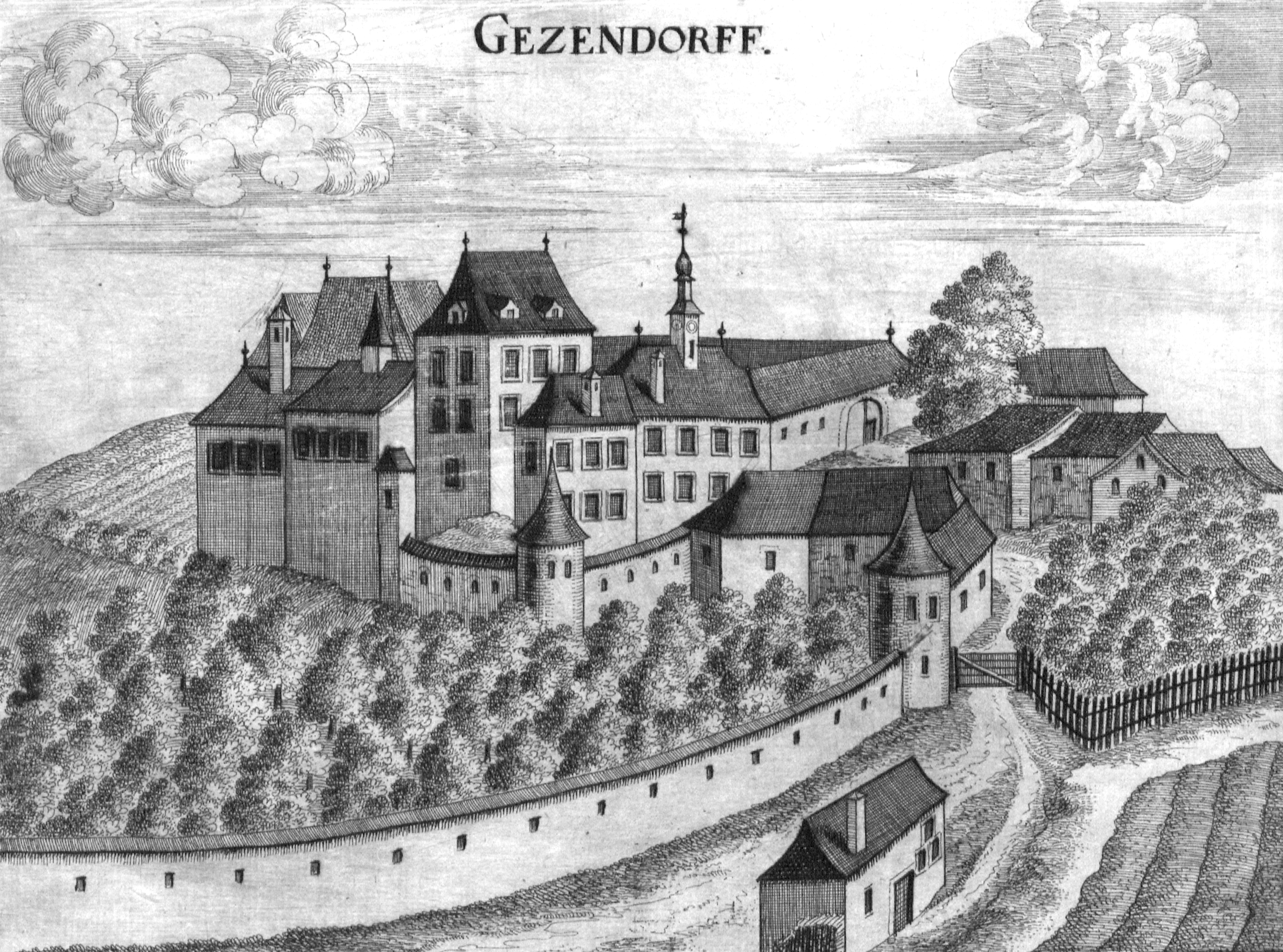
Stich von Vischer

Mathias Herr von Götzendorf (1480–1526) wurde nun Herr von Götzendorf und Marx Herr von Lichtenau. Sohn Mathias setzte es sich wie sein Vater zum Ziel, seinen Besitz weiter zu vergrößern. Mathias heiratete Magdalena Vezinger (Uezinger) und gemeinsam hatten sie die drei Söhne nämlich Georg, Balthasar und Wolfgang und vier weitere Töchter. Im Jahre 1526 starb Mathias. Balthasar von Oedt (1526–1551) heiratete 1534 Benigna, welche die Tochter des damaligen Landeshauptmanns ob der Enns, Freiherrn Wolf Jörger von Tollet, war. Diese Ehe blieb jedoch kinderlos. Im Jahre 1551 erhielt Balthasar von König Ferdinand I die Adelsbestätigung und von da an nannte er sich „Oeder von Oedt zu Götzendorf“. 1551 starb Balthasar und wurde in der Pfarrkirche Rohrbach beigesetzt. Da die Ehe zwischen Balthasar und Benigna kinderlos war, bekam der Sohn seines Bruders Wolfgang, Sebastian den Götzendorfer Besitz.

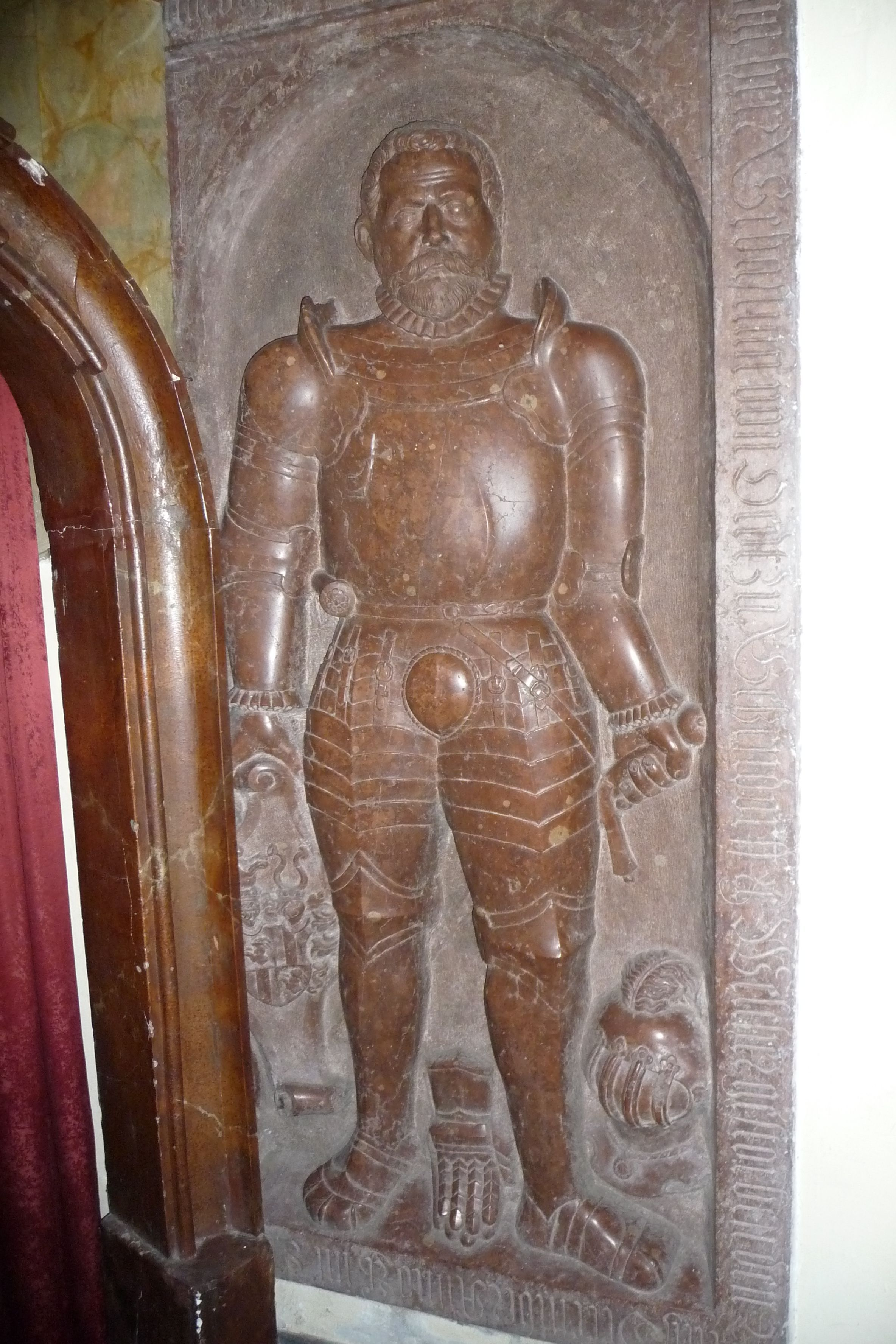
Grabstein Sebastians von Oedt in der Pfarrkirche von Rohrbach

Sebastian von Oedt (1551–1583) heiratete im Jahre 1559 die Tochter des Erasmus von Rödern vom Schloss Perg, namens Regina. Aus dieser Ehe gingen fünf Kinder hervor, Hans Christoph, Georg Achaz und Sebastian, sowie zwei Töchter. 1583 wurde er in der Pfarrkirche Rohrbach begraben, wo ein Grabstein aus rotem Marmor an sein Gedenken erinnert. Hans Christoph von Oedt zu Götzendorf (1583–1630) Hans Christoph war der Sohn von Sebastian von Oedt und baute das Schloss weiter aus. In dieser Zeit wurde der Meierhof in Götzendorf neu gebaut und die Laubengänge im Hof des Schlosses und die Gärten errichtet. Durch eine Erbschaft seines Vetters Hans Oedt zu Lichtenau kam Sebastian von Oedt in den Besitz des Schlosses Straßfelden bei Linz und des Freisitzes Helfenberg. Dieses Schloss ließ er neu bauen und 1607 wurde es fertiggestellt. Nach der Fertigstellung wurde er im Jahre 1608 von Kaiser Rudolf II in den Freiherrenstand erhoben und durfte sich zukünftig „Frei- und Panierherren von Oedt“ bezeichnen. Aus seiner Ehe mit Sabina überlebten nur zwei von sechzehn Kindern ihren Vater, nämlich Wolf und Philipp Heinrich. Philip Heinrich von Oedt zu Götzendorf (1630–1655) vermählte sich im Jahre 1637 mit der Tochter des Freiherren Adam Eusebius von Hoyos, Maria Katharina, nach ihrem Tod im Jahre 1650 heiratete er Maria Maximiliana, welche die Tochter des Grafen von Sprinzenstein war. Aus dieser Ehe, welche mit drei Söhnen und sechs Töchtern gesegnet war, wurde Erasmus Anton der neue Schlossbesitzer. Erasmus Anton Graf von Oedt zu Götzendorf (1655–1719) wurde im Jahre 1714 vom Kaiser Karl VI. in den Reichsgrafenstand erhoben, aufgrund seiner Verdienste für das Reich im spanischen Erbfolgekrieg. 1672 heiratete er Caritas Cordula, die Tochter des Hans Friedrich von Gneisenau auf Helfenberg und sie bekamen einen Sohn namens Johann Christoph Heinrich und drei Töchter. Erasmus Anton starb 1719 und wurde in der Pfarrkirche Rohrbach beigesetzt, wo ein Grabstein an ihn erinnert.
Johann Christoph Heinrich Graf von Oedt zu Götzendorf (1719–1750) war tätig als Kämmerer der Kaiserin Eleonore, Geheimer Rat und Kämmerer von Kaiser Karl VI., Klosterrat und Vizestatthalter und Regent in Niederösterreich. Weiter gründete er im Jahre 1719 ein Benefizium und es wurde ein Schlosskaplan angestellt. Er war dreimal verheiratet und aus seiner zweiten Ehe mit Anna Charlotte von Geyersberg ging der Sohn Johann Karl Donat im Jahre 1710 hervor. 1750 wurde er in der Familiengruft in Rohrbach beerdigt. Über die Herrschaft von Götzendorf wurde nach dem Tode Johann Christoph Heinrichs die Krida verhängt, da der Reichsgraf stark mit der Politik in Wien beschäftigt war und somit sein Stammschloss vernachlässigte. Dieses gehörte nun dem unmündigen Sohn, Johann Christoph (1750–1756), Enkel des Johann Christoph, Sohn des Joann Karl Donat, für den Freiherr Briccius die Vormundschaft übernahm. Da der unmündige Erbe im Jahre 1756, also mit zwölf Jahren, verstarb, war das Geschlecht der Oedter in Götzendorf erloschen. Der letzte Graf von Oedt, Franz Karl, starb 1768 zu Wilhelmsburg und hatte keinen männlichen Erben. Die Vormundschaft verkaufte das Schloss Götzendorf und den Herrschaftssitz an den Fürsten Johann Nepomuk Friedrich von Lamberg.

### Die Fürsten von Lamberg
Johann Nepomuk Friedrich von Lamberg kaufte das „Allodial der Gräflich Oedt´schen Herrschaft“. Das Lambergergeschlecht, das ursprünglich in Steyr residierte, nutzte das Schloss lediglich als Kapitalanlage, und so wurde der Grund und Boden kleinweise verkauft. Im Jahre 1899 zerstörte ein Brand das Schloss Götzendorf. 1901 wurde es nur mehr zum Teil wieder aufgebaut, der Westtrakt wurde z. B. nicht mehr errichtet. 1912 verkaufte Reichsgraf Karl Emil von Lamberg das Schloss an die Gemeinde Oepping, sowie Grund und Boden, der noch im Besitz der Lamberger war, an Franz Böck, Fleischhauer und Gastwirt in Sarleinsbach. Danach ging der Maierhof und der Grund und Boden an verschiedene Eigentümer über.

### Gemeinde als Eigentümer
Nachdem die Gemeinde Oepping das Schloss 1912 erworben hatte, wurden die Räumlichkeiten weiter für die Volksschule benützt. Die Schlosskapelle mit dem Patrozinium Maria Himmelfahrt wird für Gottesdienste genützt. Die spätgotische „Götzendorfer Madonna“ ist nur mehr als Kopie in der Kapelle aufgestellt.

## Geschichte der ehemaligen Volksschule

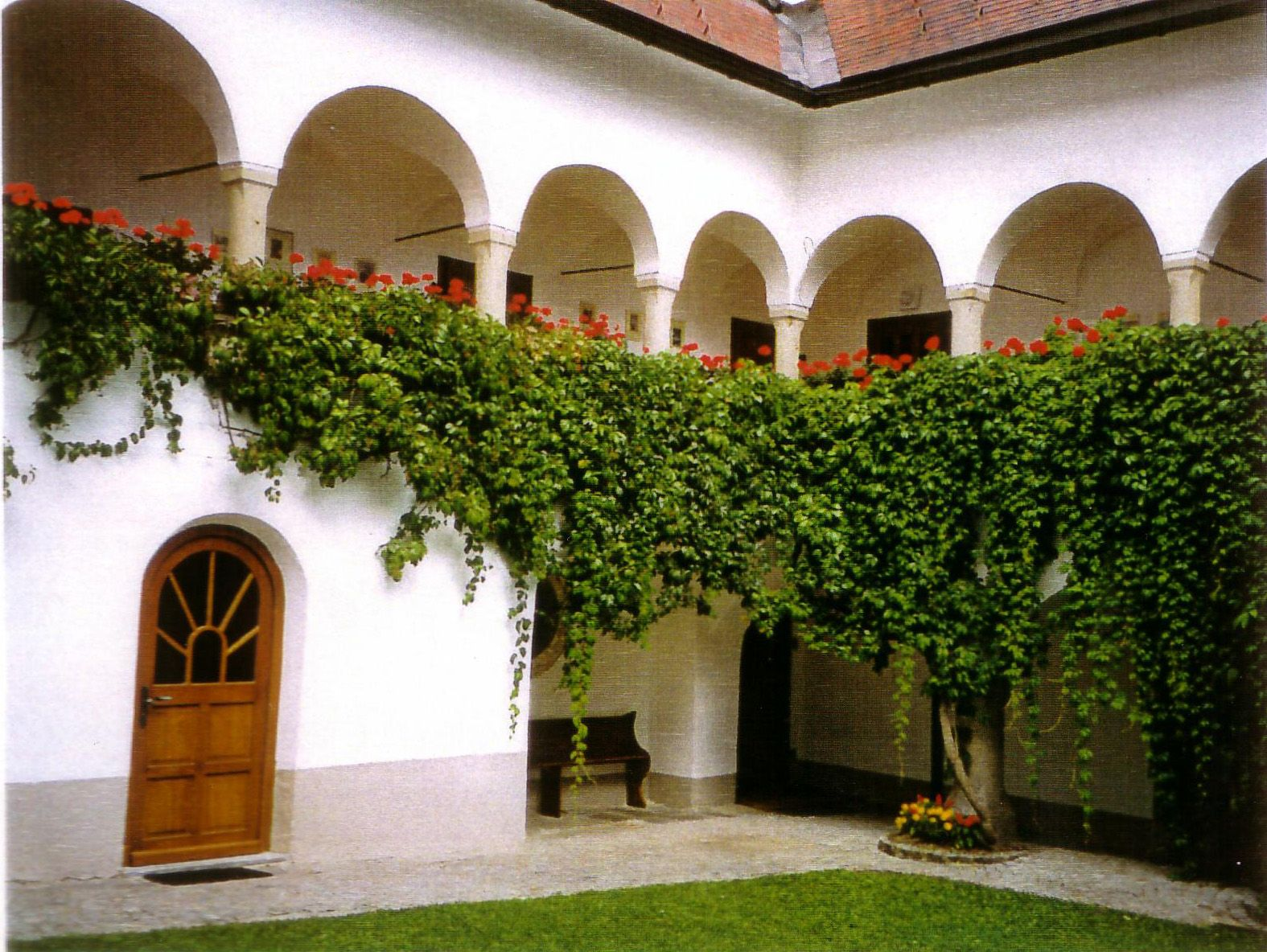
Schlosshof

Das Schloss beherbergte eine Volksschule, in der am 3. Juni 1871 erstmals unterrichtet wurde und die Ende des Schuljahres 2010 geschlossen wurde. Die notwendigen Räumlichkeiten stellte Fürst Anton von Lamberg zur Verfügung.
Zu Beginn war die Schule einklassig und es wurden 84 Sonntagsschüler unterrichtet, die je nach ihren Kenntnissen in Abteilungen eingeteilt wurden. Die Schülerzahl schwankte in den Folgejahren zwischen 72 und 113. Doch im letzten Jahr der Schule kamen auf 4 Schulstufen nur noch 21 Schüler, was zur Schulschließung führte. Bei der Eröffnung der Schule waren der erste Bezirkshauptmann von Rohrbach Franz Sanna und der erste Bezirksschulinspektor Michael Walz anwesend. Der erste Lehrer an der VS Götzendorf war Oberlehrer Josef Ringler aus Kollerschlag. Ab dem Jahre 1901 wurde die Schule zweiklassig. Die letzte Direktorin der Schule war Maria Roth.

## Beschreibung
Das heutige Schloss ist ein kleiner, unregelmäßiger, vierflügeliger Bau, dessen zwei- bzw. dreigeschoßigen Trakte einen Innenhof umgeben. Der Zugang führt an der Nordseite durch eine tonnengewölbte Einfahrt in den nahezu quadratischen Schlosshof mit Arkaden im Obergeschoß des Ost- und des Nordtraktes. Im Erdgeschoß sind sie nur mehr im Ostflügel vorhanden. Der Aufgang zum ersten Stock erfolgt über eine gedeckte Stiege. Hofseitig ist über dem Tor das Wappen der Oedter angebracht. Im Südtrakt des Schlosses in den einstigen „Fürstenzimmern“ war dann die Volksschule untergebracht.
Die Maria Himmelfahrt geweihte Schlosskapelle ist vom Hof aus zugänglich. In der zweiten Hälfte des 20. Jahrhunderts wurde eine nach außen vorragende Apsis angebaut und modern eingerichtet. Der frühere Zwiebelturm der Kapelle wurde 1931 nach einem Sturmschaden durch den heutigen Dachreiter mit Spitzhelm ersetzt.
An der Außenseite des Schlosses kann man noch den Verlauf der mittelalterlichen Ringmauer erkennen, an die die einzelnen Wohntrakte angebaut wurden. Der Teich am Fuß der Mauer ist wohl ein Überrest des einstigen Burggrabens.